# Barren Island (ö i Falklandsöarna)
Barren Island är en ö i territoriet Falklandsöarna (Storbritannien). Den ligger i södra delen av ögruppen, 150 km sydväst om huvudstaden Stanley.